# デス・ゾーン8848M エヴェレスト大量遭難の真実
『デス・ゾーン8848M エヴェレスト大量遭難の真実』（デス・ゾーン8848M エヴェレストたいりょうそうなんのしんじつ、The Climb, 再出版時: The Climb: Tragic Ambitions on Everest）は、エベレストで8人の登山家が命を落とした1996年の遭難事件についてのアナトリ・ブクレーエフの証言をまとめた1997年の書籍である。共著者のG・ウェストン・デウォルトこの遠征には参加しなかったが、他の登山者の証言を集め、ブクレーエフの日誌の物語とまとめ上げている。

## 背景
本書は、1996年のエベレスト登頂の際のブクレーエフの行動の一部に批判的な記述があったジョン・クラカワーの著書『空へ エヴェレストの悲劇はなぜ起きたか』への反論本でもある。
本書の出版後、デウォルトは1996年の登山中に発生した事象に関する各人物の解説の正確さに関して多くの公の批判を浴びせた。クワカワーは『空へ』の1999年の増補版の後記でこの疑惑に反論し、さらなる詳細を述べている。
ブクレーエフは1997年にネパールのアンナプルナを冬期登攀中ににディミトリ・ソボレフと共に雪崩に巻き込まれて死亡した。

## 評価
『パブリッシャーズ・ウィークリー』誌の書評には、「ジョン・クラカワーのベストセラー『空へ』と同様、この本はマウンテン・マッドネスのグループが世界最高峰の超常を目指した記録であり、ブクレーエフの直接の回想とデウォルトによるチームの面々へのインタビューを組み合わせた手に汗握る内容になっている。しかし、ブクレーエフとフリーのジャーナリストのデウォルトは、必要な許可証や装備の取得といった登山に関連する一般的な作業にも触れ、さまざまなキャンプの設営や登山者が高所に適応するために必要な順応プロセスなど、登山に必要な複雑な準備を読者に説明している」と書かれた。
『カーカス・レビューズ』の書評では、「山岳ガイドのブクレーエフは、ジョン・クラカワーのベストセラー『空へ』に記された忌まわしい疑惑を晴らすため、5人の登山者が死亡した1996年5月のエベレスト遭難について証言した。ブクレーエフは、優秀でタフな経験豊富なガイドとして登山界ではよく知られており、特別に人当たりがいいわけでもなく、客を甘やかすわけでもないが、特に厳しい状況では完璧に信頼できる」と書かれた。

## 論争
エベレスト遠征で生き残った3人のガイドのうちの1人であるニール・ベイドルマンは、「あの5月の惨劇に対する解説として、『デス・ゾーン』には誠意が感じられません。（中略）あなたからも、あなたの関係者からも、私の関係した事柄について、何一つ事実確認の問い合わせはありませんでした」と証言した。同じく生存したガイドのうちの1人であるマイク・グルームも『デス・ゾーン』の著者たちからのインタビューを受けていない。
広報担当のジェーン・ブロメットは、デウォルトと出版社に宛てた手紙で、本書で引用されている自身の言葉は、「まったくのでっち上げです! この改変のおかげで読者は騙され、彼の惨事を引き起こした数々の主要因について、誤った結論へと導かれていきます」と書いている。

## 日本語版
- アナトリ・ブクレーエフ（英語版）; G・ウェストン・デウォルト 著、鈴木主税 訳『デス・ゾーン8848M エヴェレスト大量遭難の真実』角川書店、1998年8月1日。ISBN 978-4047913042。